# Alfred Goldie
Alfred William Goldie (* 10. Dezember 1920 in Coseley, Staffordshire; † 8. Oktober 2005) war ein britischer Mathematiker, der sich mit Algebra (Ringtheorie) beschäftigte.

## Leben
Goldie studierte mit einem Stipendium am St. John’s College der Universität Cambridge, wo er die Tripos-Prüfungen 1941 als Bester abschloss. Im Zweiten Weltkrieg arbeitete er auf Verwendung von C. P. Snow hin in der Ballistik, wandte sich aber gleichzeitig auch unter dem Einfluss von Philip Hall der Algebra zu. 1946 wurde er in Cambridge promoviert und war dann Assistant Lecturer an der University of Nottingham, ab 1948 Lecturer an der University of Newcastle und von 1963 bis zu seiner Emeritierung 1986 Professor für Reine Mathematik an der University of Leeds.
Ab den 1950er Jahren beschäftigte er sich mit Ring-Theorie, zunächst mit F. F. Bonsall in der Funktionalanalysis, dann mit nichtkommutativen Ringen in der Algebra. Hier leistete er mit einem nach ihm benannten Theorem wesentliche Beiträge.
1970 erhielt er den Senior Berwick-Preis der London Mathematical Society, deren Vizepräsident er 1978 bis 1980 war.